# Suchy Dąb (gmina)
Suchy Dąb est une gmina rurale du powiat de Gdańsk, Poméranie, dans le nord de la Pologne. Son siège est le village de Suchy Dąb, qui se situe environ 11 km au sud-est de Pruszcz Gdański et 20 km au sud-est de la capitale régionale Gdańsk.
La gmina couvre une superficie de 84,98 km2 pour une population de 4 136 habitants en 2019.

## Géographie
La gmina inclut les villages de Grabina-Duchowne, Grabiny-Zameczek, Grabowe Pole, Grabowo, Koźliny, Krzywe Koło, Krzywe Koło-Kolonia, Osice, Ostrowite, Ptaszniki, Steblewo, Suchy Dąb et Wróblewo.
La gmina borde les gminy de Cedry Wielkie, Lichnowy, Ostaszewo, Pruszcz Gdański, Pszczółki et Tczew.